# اکیانو
اکیانو (به ایتالیایی: Acciano) یک سکونتگاه مسکونی در ایتالیا است که در استان لاکویلا واقع شده‌است.

## خصوصیات
اکیانو ۳۲٫۳۴ کیلومترمربع مساحت و ۳۹۶ نفر جمعیت دارد و ۶۰۰ متر بالاتر از سطح دریا واقع شده‌است.